# إميبرامينوكسيد
إميبرامينوكسيد (بالإنجليزية: Imipraminoxide) (المُباع تحت الأسماء التجارية إيميبريكس، وإليبسين) هو مضاد للاكتئاب ثلاثي الحلقات ظهر في الأسواق الأوروبية في السبعينيات لعلاج الاكتئاب.
يمتلك إميبرامينوكسيد تشابه بنيوي لإميبرامين كما يعتبر مُستقلبًا له، ويمتلك آثار جانبية مماثلة، فضلًا عن فعاليته المتعادلة في علاج الاكتئاب. ومع ذلك، وُجد في التجارب السريرية أن إيميبرامينوكسيد يكون له تأثير أسرع، وفعالية أعلى قليلاً، وآثار جانبية أقل، بما في ذلك انخفاض ضغط الدم الانتصابي المنخفض والآثار المضادة للكولين مثل جفاف الفم والتعرق والدوار والتعب.
لم تُدرس الخصائص الدوائية لإيميبرامينوكسيد بشكل جيد، ولكن على أساس تشابهه القوي مع إيميبرامين، فيُرجّح أن تعزو تأثيراته إلى تثبيط امتصاص السروتونين والنورأدرينالين، والهستامين، ومناهضة مستقبلات الأسيتيل كولين المسكارينية، ولكن مع ضعف ارتباطه بمستقبلات الأدرينالين .